# Севдимов, Намик
Намик Севдимов (азерб. Namiq Sevdimov, род. 1983, Баку) — азербайджанский борец вольного стиля, шестикратный чемпион Азербайджана (2003, 2007, 2009, 2011, 2012, 2013), бывший член национальной сборной Азербайджана, чемпион мира среди военнослужащих 2006 года, участник летних Олимпийских игр 2008 года в Пекине. Лейтенант МЧС Азербайджана.

## Биография

### Начало карьеры
Намик Севдимов родился 22 октября 1983 года в городе Баку. Борьбой начал заниматься в 1993 году под началом своего тренера Хосрова Джафарова. В 1998 году окончил среднюю школу № 173 города Баку, после чего поступил в Азербайджанскую государственнуюя академию физической культуры и спорта, которую окончил по специальности вольной борьбы.
В 1999 году Севдимов выиграл юношеский чемпионат мира в городе Лодзь. Через год стал серебряным призёром юношеского чемпионата Европы в Братиславе. В 2001 году занял 5-е место на чемпионате мира среди юниоров в Ташкенте, а в 2003 году — 6-е место на аналогичном турнире в Стамбуле.
В 2004 году Севдимов стал 7-м на чемпионате Европы в Анкаре. В 2005 году принял участие на чемпионате Европы в Варне, где занял 5-е место. Через год завоевал бронзовую медаль на Золотом Гран-при в Баку. В этом же году Севдимов стал чемпионом мира среди военнослужащих в Баку.
В 2007 году Севдимов выступил на чемпионате Европы в Софии и на домашнем чемпионате мира в Баку в весовой категории до 60 кг.

### Олимпийские игры 2008
В апреле 2008 года на Олимпийском квалификационном турнире в швейцарском Мартиньи Севдимов, заняв 3-е место, завоевал олимпийскую лицензию для Азербайджана в весовой категории до 55 кг, но тренерский штаб во главе с Магомедханом Арациловым не мог решиться, кого в итоге включить в олимпийскую сборную. На Олимпийские игры в Пекин мог поехать олимпийский чемпион 2000 года Намик Абдуллаев, являвшийся наиболее титулованным в отличие от Севдимова, который долгое время был в тени своего именитого тёзки. Арацилов решил, что состав сборной будет сформирован после финала Золотого Гран-При в Баку.
В июне 2008 года на Золотом Гран-При в Баку Намик Севдимов встретился в финале весовой категории до 55 кг с Намиком Абдуллаевым и одержал победу. Федерация борьбы Азербайджана в итоге решила отправить на Олимпийские игры именно Севдимова.
На Олимпийских играх в Пекине Севдимов сумел дойти до полуфинала, где встретился с американцем Генри Сехудо. И хотя первый раунд выиграл Севдимов, Сехудо удалось выиграть весь поединок и в итоге стать олимпийским чемпионом. Севдимов же в схватке за бронзу втретился с Радославом Великовым из Болгарии. Этот поединок Севдимов также проиграл и занял 5-е место, оставшись без олимпийской медали.

### Дальнейшая карьера
В 2009 году Намик Севдимов выиграл Кубок Азербайджана и очередной домашний Золотой Гран-При. В сентябре этого же года занял 5-е место на чемпионате мира в Хернинге, проиграв в схватке за бронзу Виктору Лебедеву из России.
В 2010 году Севдимов стал серебряным призёром Золотого Гран-При в Тбилиси, однако на домашнем аналогичном турнире занял 9-е место. В этом же году стал бронзовым призёром чемпионата Азербайджана в весе до 60 кг и занял третье место на кубке страны в весе до 55 кг.
В 2011 году Севдимов выиграл чемпионат Азербайджана в весовой категории до 55 кг.  В 2012 году стал серебряным призёром Золотого Гран-При и чемпионом Азербайджана в весе до 55 кг.
В 2013 году Севдимов в очередной раз стал чемпионом Азербайджана в весе до 55 кг, одолев в финале Яшара Алиева, призёра чемпионата Европы этого же года.